# Hasan Özdemir (Fußballspieler)
Hasan Kemal Özdemir (* 9. Februar 1964 in Sinop) ist ein ehemaliger türkischer Fußballspieler und -trainer. Aufgrund seiner langjährigen Tätigkeit für Fenerbahçe Istanbul und als Eigengewächs wird sein Name mit diesem Verein in Verbindung gebracht.

## Spielerkarriere
Özdemir begann mit dem Vereinsfußball in der Nachwuchsabteilung von Fenerbahçe Istanbul und wurde zur Saison 1982/83 von Cheftrainer Branko Stanković in den Profikader aufgenommen. Er debütierte in der Ligapartie vom 26. September 1982 gegen Samsunspor. In dieser Partie spielte er über die gesamte Spiellänge. Bis zum Saisonende absolvierte er sechs weitere Pflichtspiele für seinen Verein. In dieser Saison setzte sich Özdemirs Mannschaft in der türkischen Meisterschaft gegen den damals ärgsten Rivalen Trabzonspor durch und gewann nach fünf Jahren wieder den Titel. Zudem wurde das Team in dieser Saison Türkischer Pokalsieger und damit zum dritten Mal in seiner Vereinsgeschichte türkischer Double-Sieger. Özdemir gewann damit seine beiden ersten Titel auf Vereinsebene. Zudem gewann man in dieser Saison den Präsidenten-Pokal und den Marinepokal. In der folgenden Saison steigerte Özdemir seine Einsätze auf 14 Spiele. Mit seinem Klub wurde er hinter Trabzonspor Vizemeister, konnte aber erneut den Marine- und den Präsidenten-Pokal gewinnen. Özdemir eroberte sich in der Saison 1984/85 phasenweise einen Stammplatz und wurde auch Nationalspieler. Mit seinem Klub gewann er seine zweite türkische Meisterschaft und holte zum dritten Mal den Marinepokal.
In den Spielzeiten 1985/86 und 1986/87 entwickelte sich Özdemir zu einem wichtigen Teil der Mannschaft. Seine Mannschaft hingegen blieb chancenlos in der Meisterschaft und konnte als Titel lediglich zweimal den vorsaisonalen TSYD-Istanbul-Pokal gewinnen. In der damals gültigen Zwei-Punkte-Regelung belegte die Mannschaft Tabellenplätze, die eine Punktedifferenz von weit mehr als 14 Punkten zum jeweiligen Meister aufwiesen. In diesen Spielzeiten verpasste der Verein auch die Qualifikation für die europäischen Pokalwettbewerbe. Im Laufe der Saison 1986/87 zeichnete sich ab, dass Fenerbahçe sich über die Ligaplatzierung für keinen europäischen Pokalwettbewerb qualifizieren würde, darum konzentrierte sich die Mannschaft auf den türkischen Pokalwettbewerb. Hier traf die Mannschaft im Viertelfinale auf den damals starken Verein Samsunspor. Dieser Verein hatte die letzten drei Begegnungen gegen Fenerbahçe überlegen gewonnen und in zwei dieser Spiele Fenerbahçe gar mit 0:4 zwei der herbsten Niederlagen der Vereinsgeschichte zugefügt. Auch im ersten Spiel des Pokalviertelfinales unterlag Özdemirs Team Samsunspor auswärts mit 0:1. Dadurch riskierte der Verein die Qualifikation für die europäischen Pokalwettbewerbe einerseits und erlebte die vierte Niederlage in Folge gegen Samsunspor andererseits. Unter diesen angespannten Umständen lieferten sich beide Teams im Rückspiel, welches am 1. April 1987 vor heimischer Kulisse gespielt wurde, ein packendes Spiel. Fenerbahçe vergab mehrere hochkarätige Tormöglichkeiten und verschoss einen Elfmeter. Das Spiel endete mit 0:0, wodurch Samsunspor aufgrund des Hinspielsieges sich für das Halbfinale qualifizierte. Unmittelbar nach Spielabpfiff kam es zwischen Spielern beider Teams zu einem Handgemenge. Der Torhüter von Samsunspor, Fatih Uraz, hatte sich zu unbeschwert und ausgiebig über den Halbfinaleinzug gefreut, dass er den Unmut einiger Fenerbahçe-Spieler auf sich zog. Dieser Umstand sorgte auf dem Spielfeld für tumultartige Szenen, an denen auch Özdemir teilnahm. So trat Özdemir vor laufender Kamera mit Anlauf auf den bäuchlings auf dem Spielfeld liegenden Gegenspieler Kenan Topçu. Nach diesen Geschehnissen kündigte der türkische Fußballverband harte Strafen gegen Fenerbahçe und einige seiner Spieler an.
Als Folge erhielt Özdemir mit weiteren Teamkollegen wie Müjdat Yetkiner, Sedat Karaoğlu und Abdülkerim Durmaz vom nationalen Fußballverband eine Spielsperre von drei bzw. vier Monaten. Da die spielfreie Zeit vom Saisonende 1986/87 bis Saisonanfang 1987/88 auch für die Spielsperre gezählt wurde, konnte Özdemir bereits ab dem 4. Spieltag wieder eingesetzt werden. Bereits in seiner ersten Partie nach der Spielsperre geriet Özdemir erneut in die Schlagzeilen. In der Heimpartie vom 20. September 1987 verlor Fenerbahçe vor heimischer Kulisse mit 0:4 gegen Eskişehirspor und erlebte damit eine bittere Heimniederlage. Nach dieser Partie stürmten die Zuschauer das Feld und belagerten anschließend das Stadion. So mussten alle Fenerbahçe-Spieler unter Polizeischutz aus dem Stadion gebracht werden. Als Teil der Abwehr wurde Özdemir als einer der Hauptverantwortlichen dieser Niederlage dargestellt. Nach dieser Partie behielt er zwar seinen Stammplatz, jedoch wurde er zusammen mit einigen Mitspielern innerhalb des Vereins in Frage gestellt. So bezichtigte der Vereinsfunktionär Hüseyin Kozluca Özdemir zusammen mit Karaoğlu, Durmaz und Önder Çakar der Spielmanipulation. Diese Spieler erklärten daraufhin, Kozluca aufgrund Rufmordes zu verklagen. Somit spitzte sich die Situation weiter zu. Nachdem die Mannschaft auch im Pokalspiel gegen Sakaryaspor mit 1:5 eine weitere historische Heim-Niederlage erlitten hatte, versammelte sich die Klubführung zu einer Sondersitzung. In dieser Sitzung wurden die Spieler Yetkiner, Karaoğlu, Durmaz, Özdemir und Zafer Tüzün fristlos suspendiert. Außerdem wurde zum Saisonende der Verkauf dieser Spieler beschlossen.
Nach Saisonende versuchten die betroffenen Spieler erfolglos, ihre Begnadigung zu erzwingen. Da Özdemirs Vertrag auch zum Sommer 1988 endete, entschuldigte er sich von der Vereinsführung. Diese machte allerdings seine Vertragsverlängerung und Begnadigung vom Cheftrainer Todor Veselinović abhängig. Stattdessen schlug ihm Fenerbahce vor, seine Ablöse selbst zu zahlen und dann zu jedem Klub seiner Wahl wechseln zu können. Vor dem Saisonstart der nächsten Saison wurde er begnadigt und nahm am Training teil. Im September 1988 verkündete Fenerbahçe Özdemir an Kahramanmaraşspor ausgeliehen zu haben. Nachdem dieser Wechsel nicht zustande gekommen war, wurde Özdemir gegen eine Summe von 25 Millionen Türkische Lira an Sakaryaspor ausgeliehen. So spielte Özdemir eine Saison lang für Sakaryaspor und absolvierte während dieser Zeit hier 23 Pflichtspiele. Im Sommer 1989 kehrte er zu Fenerbahçe zurück und wurde hier in den Mannschaftskader aufgenommen. Nachdem er in die neue Saison bei diesem Klub gestartet war und bis Mitte Oktober 1989 acht Pflichtspiele absolviert hatte, wurde er gegen eine Summe von 90 Millionen Lira an Adana Demirspor ausgeliehen.
Nach einer Saison bei Demirspor kam Özdemir im Sommer 1990 wieder zu Fenerbahçe zurück, erkämpfte sich wieder einen Stammplatz und schaffte es erneut in die Nationalmannschaft. Zur Rückrunde der Saison verlor er den Anschluss an die Mannschaft und absolvierte bis zum Saisonende kein Spiel mehr. Nachdem er auch die Hinrunde der Saison 1991/92 auf dem Ersatzbank saß, wurde er für die Rückrunde wiederum an Adana Demirspor ausgeliehen.
Im Sommer 1992 verließ er Fenerbahçe endgültig und wechselte zu Sakaryaspor. Für den mittlerweile in der 2. Futbol Ligi tätigen Verein spielte er die nächsten vier Spielzeiten lang. Zur Saison 1996/97 wechselte Özdemir innerhalb der Liga zu Alanyaspor. Nachdem dieser Verein aber zum Ende der Saison den Klassenerhalt verfehlt, kehrte Özdemir wieder zu Sakaryaspor zurück. Mit Sakaryaspor wurde er Playoff-Sieger der Zweitligasaison 1997/98 und kehrte dadurch nach sieben Jahren wieder in die 1. Lig zurück. In dieser Liga spielte Özdemir 20 Ligaspiele für seinen Verein und stieg mit diesem bereits nach einer Saison wieder ab. Nachdem Özdemir die Saison 1999/2000 als Leihspieler bei Sapancaspor verbracht hatte, beendete er im Sommer 2000 seine Karriere.

### Nationalmannschaft
Özdemir Nationalmannschaftskarriere begann 1980 während seiner Zeit in der Nachwuchsabteilung von Fenerbahçe Istanbul mit einem Einsatz für die türkische U-21-Nationalmannschaft. Nachdem er für diese bis ins Jahr 1982 drei weitere Spiele absolviert hatte, begann er ab 1983 für die türkische U-21-Nationalmannschaft aufzulaufen.
1985 wurde er von Kálmán Mészöly, dem Cheftrainer der türkischen Nationalmannschaft, im Rahmen eines WM-Qualifikationsspiel gegen Nordirland für das Länderspielaufgebot nominiert. In dieser Partie gab Özdemir auch sein Länderspieldebüt. 1990 wurde er dann für ein Testspiel gegen die Ungarische A-Auswahl zum zweiten und letzten Mal nominiert. In dieser Partie absolvierte Özdemir dann sein zweites und letztes A-Länderspiel.

## Trainerkarriere
Direkt im Anschluss an seine Fußballspielerkarriere begann Özdemir als Trainer zu arbeiten. So arbeitete er in der Funktion des Co-Trainers bei Sakaryaspor und Sapancaspor. Anschließend begann er die Reservemannschaft Fenerbahçe Istanbuls zu betreuen. Diese Tätigkeit führte er bis ins Jahr 2005 aus und übernahm dann andere Nachwuchsmannschaften Fenerbahçes.
Im Sommer 2009 verließ Özdemir Fenerbahçe und arbeitete der Reihe nach bei Hacettepe SK und Bugsaş Spor als Nachwuchstrainer.
Zur Rückrunde der Saison 2011/12 kehrte er zu Fenerbahçe zurück und begann die Reservemannschaft des Vereins, die Fenerbahçe A2, als Cheftrainer zu betreuen. Diese führte er in der Saison 2013/14 zur Meisterschaft der A2 Ligi.

## Erfolge

### Als Spieler
Mit Fenerbahçe Istanbul
- Türkische Meister: 1982/83, 1984/85
- Türkischer Pokalsieger: 1982/83
- Präsidenten-Pokalspieler: 1983/84, 1984/85
- Marinepokalsieger: 1982/83, 1983/84, 1984/85
- TSYD-Istanbul-Pokalsieger: 1982/83, 1985/86, 1986/87

Mit Sakaryaspor
- Playoff-Sieger der TFF 1. Lig und Aufstieg in die Süper Lig: 1997/98

### Als Trainer
Mit Fenerbahçe Istanbul A2
- Meister der A2 Ligi: 2013/14